# پدرو اورتیز
پدرو اورتیز برنت (زاده ۱۹ اوت ۲۰۰۰)، بازیکن حرفه‌ای فوتبال است که در حال حاضر در پست هافبک برای باشگاه فوتبال سویا، از تیم‌های حاضر در لا لیگا به میدان می‌رود. وی اصالتی اسپانیایی دارد.

## دوران حرفه‌ای
اورتیز که در سویر، مایورکا، جزایر بالئاری به دنیا آمد، فارغ‌التحصیل جوانان باشگاه سی‌دی اتلتیکو بالئارس بود. او اولین بازی خود را برای تیم بزرگسالان در ۲ سپتامبر ۲۰۱۸ انجام داد و به عنوان یار تعویضی، در نیمه دوم به جای کیکه لوپز در مقابل سی دی آلکویانو به میدان رفت.